# Deidamia bipinnata
Deidamia bipinnata är en passionsblomsväxtart som beskrevs av Louis René Tulasne. Deidamia bipinnata ingår i släktet Deidamia och familjen passionsblomsväxter. Inga underarter finns listade i Catalogue of Life.